# Michael Anton Fuetscher

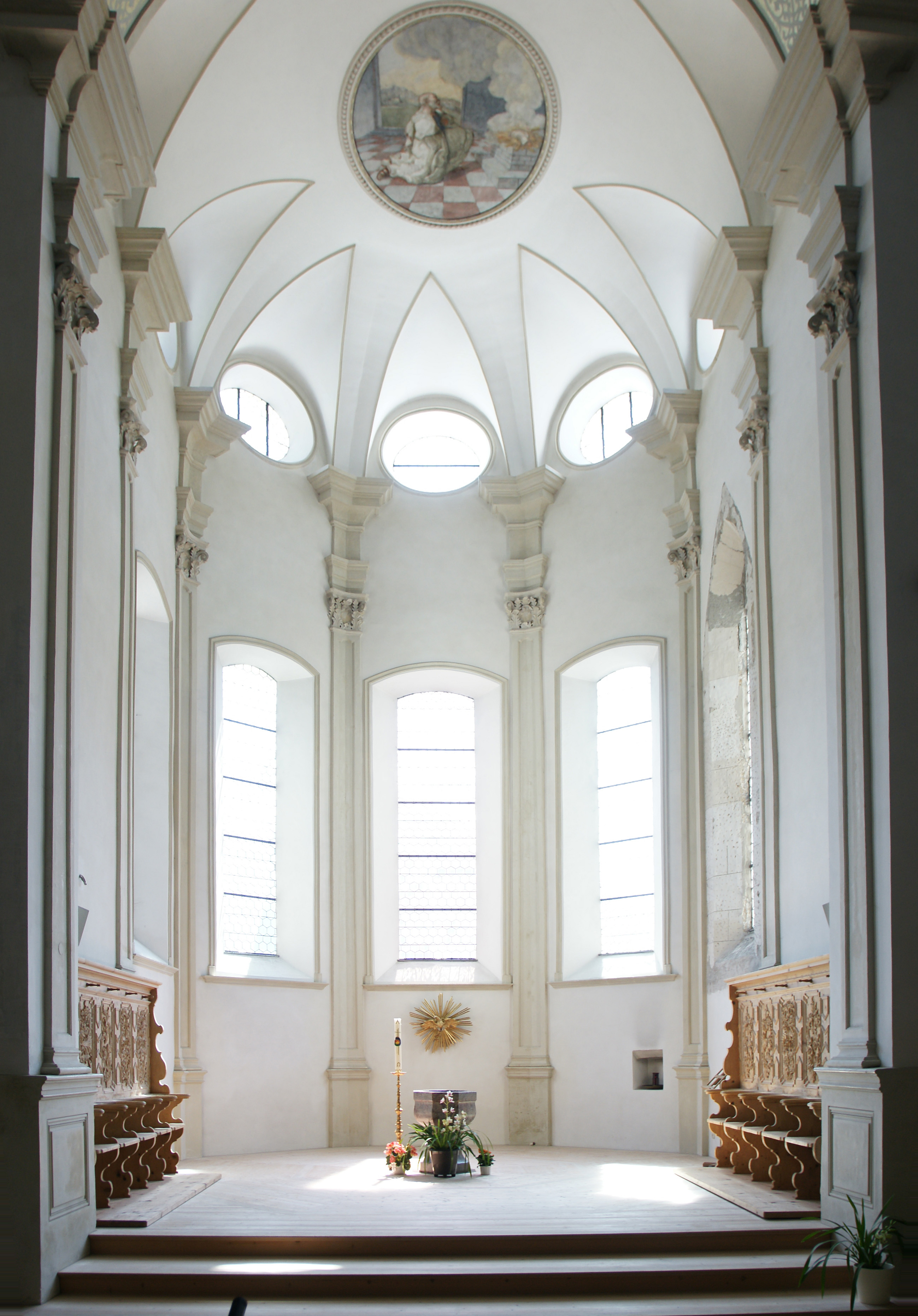
Fresko Das Brandopfer

Michael Anton Fuetscher (* 21. Juli 1774 in Ludesch; † 11. November 1827 in Frankfurt am Main) war ein österreichisch-deutscher Maler.

## Leben
Fuetscher wurde 1774 in Ludesch in Vorarlberg geboren, sein Vater war ebenfalls Maler. Er studierte in Wien und war ab 1807 in Frankfurt am Main tätig. 1822 erlangte er dort das Bürgerrecht und starb fünf Jahre später.

## Werke
- 1814: Pfarrkirche Tschagguns, Fresken Das Brandopfer, Moses vor dem brennenden Dornbusch, Weihe des Tempels durch König Salomon, Auserwählung des Saul zum ersten König Israels und dessen Salbung durch den Propheten Samuel wie auch die Kreuzwegstationen.
- 1815: Neue Pfarrkirche Ludesch, Fresken Hl. Sebastian vor Kaiser Maximilian, Salomons Tempelweihe, Agar in der Wüste.

| Personendaten    | Personendaten                  |
| ---------------- | ------------------------------ |
| NAME             | Fuetscher, Michael Anton       |
| KURZBESCHREIBUNG | österreichisch-deutscher Maler |
| GEBURTSDATUM     | 21. Juli 1774                  |
| GEBURTSORT       | Ludesch                        |
| STERBEDATUM      | 11. November 1827              |
| STERBEORT        | Frankfurt am Main              |